# Euconops bellus
Euconops bellus är en tvåvingeart som beskrevs av Krober 1915. Euconops bellus ingår i släktet Euconops och familjen stekelflugor. Inga underarter finns listade i Catalogue of Life.